# Mercury-Atlas 1

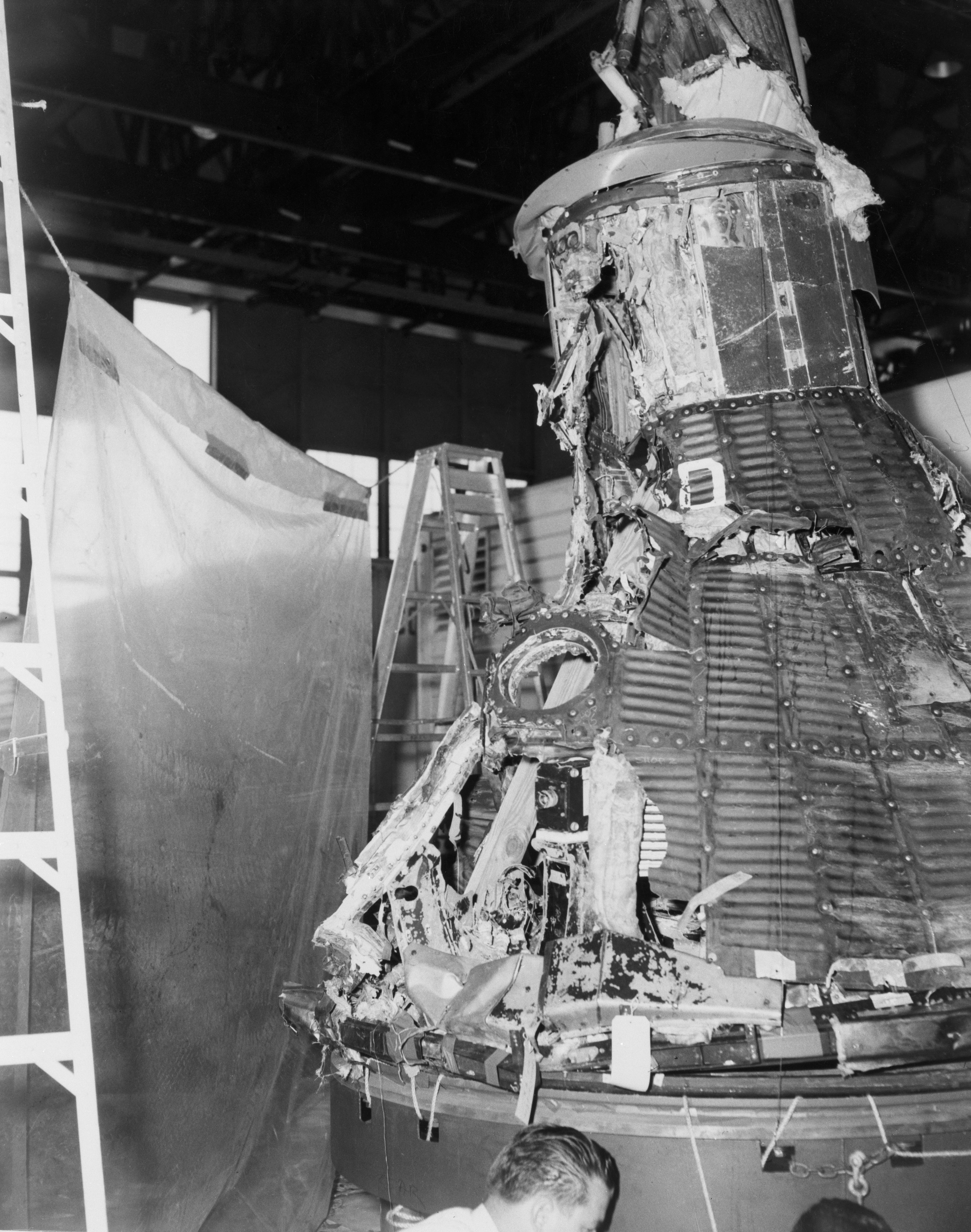
Il Mercury-Atlas 1 ricomposto dopo il recupero. Il razzo esplose dopo tre minuti dal lancio

La missione Mercury-Atlas 1 (MA-1) venne lanciata da Cape Canaveral alle ore 13:13 UTC del 29 luglio 1960. Il veicolo spaziale del programma Mercury era privo di equipaggio e non era dotato dell'apposito sistema di salvataggio della capsula stessa. La missione venne programmata per eseguire un volo di collaudo suborbitale con particolare obiettivo il collaudo della resistenza della capsula alla fase di rientro nell'atmosfera terrestre. La capsula era dotata di congegni propulsori funzionanti per la separazione dal razzo vettore, mentre i retrorazzi frenanti, da azionare per l'avvio della fase di rientro in atmosfera, erano semplicemente finti. Un grave errore strutturale del razzo vettore del tipo Atlas causò un malfunzionamento dopo soli 58 secondi dal lancio. In quel momento il veicolo spaziale si trovava ad un'altitudine approssimativa di 9,1 chilometri avendo percorso una distanza pari a circa 3,4 km. L'errore nella struttura del razzo vettore si trovava nelle immediate vicinanze dell'adattatore di attacco della capsula al razzo Atlas stesso. Pertanto il razzo e la capsula vennero fatti precipitare nelle acque dell'Oceano Atlantico dove esplosero e sprofondarono.
I pezzi frantumati della capsula nonché parti del razzo stesso vennero recuperati dal fondo dell'Oceano e ricomposti per eseguirvi importanti studi sulla causa dell'incidente. Unico fatto positivo della missione fu che con ciò vennero ottenuti importanti risultati per le future missioni.
La capsula aveva raggiunto un apogeo di 13 chilometri, percorrendo una distanza di 9,6 chilometri. La durata totale della missione fu di 3 minuti e 18 secondi, mentre il peso della capsula portata in volo era di 1.154 chilogrammi. Il razzo vettore Atlas aveva il numero di serie 50-D mentre la capsula del Mercury il numero di serie 4.
Pezzi del veicolo spaziale Mercury con il numero di serie 4, usato per l'appunto nella missione Mercury-Atlas 1, al momento sono esposti presso il Kansas Cosmosphere and Space Center di Hutchinson in Kansas.

## Statistiche
- Velocità massima raggiunta: 2.737 km/h (1.701 Mph)
- Apogeo: 8,1 miglia (13,0 km)